# Rinoceronte
Os rinocerontes são grandes mamíferos perissodáctilos (ungulados de dedos ímpares) da família Rhinocerontidae, que ocorrem na África e na Ásia. Atualmente, existem cinco espécies distribuídas em quatro gêneros. Duas ocorrem na África, o rinoceronte-branco (Ceratotherium simum) e o rinoceronte-negro (Diceros bicornis); e três ocorrem na Ásia, o rinoceronte-de-sumatra (Dicerorhinus sumatrensis), o rinoceronte-de-java (Rhinoceros sondaicus) e o rinoceronte-indiano (Rhinoceros unicornis).
Vivem geralmente isolados, em savanas ou florestas onde possam encontrar água diariamente. São especialmente protegidos na África, por fazerem parte do grupo dos cinco grandes mamíferos selvagens de grande porte mais difíceis de serem caçados pelo homem, sendo então uma das grandes atrações turísticas do continente. Contudo, a caça furtiva continua afetando as populações de rinocerontes.

## Estado de conservação das espécies
Os rinocerontes adultos não tem predadores se não o homem. Os filhotes podem ser vítimas de leões, tigres e hienas se houver uma oportunidade favorável para estes. Todas as espécies de rinocerontes se encontram ameaçadas de extinção, devido ao facto de serem pouco férteis — cada fêmea só tem uma cria de dois em dois anos — e, portanto, muito vulneráveis à caça, além de sofrerem pela destruição do seu habitat.
Eles têm sido caçados extensivamente porque praticamente todas as suas partes são usadas na medicina tradicional asiática. A parte mais valiosa é o corno, que tem sido usado como afrodisíaco, para curar febres, para cabos de adagas no Iêmen e em Oman, ou para preparar uma poção que supostamente permite a deteção de venenos.
Todos os rinocerontes são listados pela CITES em algum grau de risco de extinção. Estima-se que haja em torno de 12 000 animais no mundo. Todas as espécies são protegidas por leis locais. A nenhuma de suas espécies é garantido um número seguro. Em 2016 haviam apenas 63 indivíduos de rinoceronte-de-java. A espécie menos ameaçada é o rinoceronte-branco.
As campanhas de proteção aos rinocerontes datam da década de 70, mas o declínio das espécies tem sido dramático. Acordos do CITES proíbem o comércio de produtos derivados do rinoceronte, mas a caça e o comércio ilegal continuam.

## Taxonomia e evolução
Os rinocerontes são perissodáctilos, ao qual constituem os ungulados com dedos ímpares, grupo que também inclui as antas e os cavalos. A família foi descrita por John Edward Gray, em 1821.
Os ancestrais dos rinocerontes remontam ao Eoceno, da família Hyracodontidae, sendo o gênero Hyrachyus, da América do Norte e Eurásia o provável ancestral dos rinocerontes e das antas. Era um animal de pequeno porte e sem cornos. Essa família também apresentava animais de porte grande, sendo o Paraceratherium, do Oligoceno, o maior mamífero terrestre conhecido. Além dessa família, conhecida por "rinocerontes-cursoriais", havia a família Amynodontidae, que eram os "rinocerontes-aquáticos". Essas famílias prosperaram no começo do Eoceno e somente no fim dessa época e início do Oligoceno, que a família Rhinocerontidae (os "rinocerontes-verdadeiros") passou a ter mais importância. Eventualmente, essas três família são agrupadas em uma superfamília, Rhinocerotoidea.
Foram descobertos fósseis de rinocerontes do Eoceno superior (há 33 a 40 milhões de anos) e eram abundantes na América do Norte, Europa e África desde o Mioceno até ao Pleistoceno. Muitas espécies viviam nas pradarias e na tundra boreal e, ao contrário das espécies atuais, tinham uma espessa cobertura de pêlos. As mais antigas linhagens de rinocerontes africanos e euro-asiáticos se separaram há cerca de 16 milhões de anos.
Uma destas espécies, Coelodonta antiquitatis (o rinoceronte lanudo), é representada claramente em pinturas rupestres. Uma família próxima dos rinocerontes atuais, Hyracodontidae, incluía o maior mamífero terrestre conhecido pela ciência, o Indricotherium, que possivelmente atingia uma altura de até 5,4 m (média de 4,75 m) do ombro ao solo, era capaz de alimentar-se de vegetais alcançados a até 8 m acima do solo e podia provavelmente pesar até 18 toneladas, ou seja, cerca de 2,5 vezes o peso de um elefante africano atual (considerando-se machos de ambas as espécies).
| Nome científico                          | Nome vernáculo         | Imagem | Estado IUCN                       | Ocorrência | Descrição |
| ---------------------------------------- | ---------------------- | ------ | --------------------------------- | ---------- | --- |
| Ceratotherium simum (Burchell, 1817)     | Rinoceronte-branco     |        | Quase ameaçada (IUCN 3.1)         |            | Maior espécie de rinoceronte vivente, com os machos pesando em média 2 300 kg e as fêmeas pesando em média 1 700 kg. Mede entre 3,7 e 4 m de comprimento e até 1,86 m na altura da cernelha. Apresentam dois cornos, sendo que o corno frontal tem até 60 cm de comprimento. Lábios com formato quadrangular, característicos de uma dieta pastadora. Cor varia do marrom amarelado até cinza claro. Foram descritas duas subespécies: C. s. simum, que ocorre principalmente na África do Sul e é a subespécie de rinoceronte mais abundante (em 2023 população estimada em 16 000 indivíduos) com pequenas populações reintroduzidas em Botswana, na Namíbia, no Zimbábue e na Zâmbia; e C . s. cottoni, que está criticamente em perigo, ocorrendo apenas 1 indivíduo em Ol Pejeta no Quênia. |
| Diceros bicornis (Linnaeus, 1758)        | Rinoceronte-negro      |        | Criticamente em perigo (IUCN 3.1) |            | Adultos da espécie pesam entre 800 e 1 400 kg, medindo até 1,8 m à altura da cernelha. Fêmeas menores que os machos. Apresentam dois cornos, sendo que o corno frontal tem até 50 cm de comprimento. Diferencia-se do rinoceronte-branco pelo tamanho menor e pelo lábio superior preênsil, devido a hábitos alimentares de um pastador-podador. Quatro subespécies descritas. D. b. longipes está considerada extinta desde 2006 e ocorria nas savanas do centro-oeste da África, sendo que a última população conhecida ocorria no norte de Camarões. As outras três subespécies ainda ocorrem na natureza e são categorizadas como criticamente em perigo: D. b. bicornis, com 1 920 indivíduos vivendo na Namíbia e África do Sul; D. b. michaeli, com 740 indivíduos vivendo principalmente no Quênia; e D. b. minor, com 2 220 indivíduos vivendo principalmente na África do Sul, Zimbábue e pequenas populações na Tanzânia. |
| Dicerorhinus sumatrensis (Fischer, 1814) | Rinoceronte-de-sumatra |        | Criticamente em perigo (IUCN 3.1) |            | É o menor rinoceronte vivente, pesando entre 800 e 1 000 kg, e tendo até 1,45 m à altura da cernelha. Pele de cor castanha acinzentada escura e apresenta mais pelos que os atuais rinocerontes. Apresentam dois cornos como as espécies africanas, que medem em média entre 15 e 25 cm de comprimento. Três subespécies reconhecidas, sendo que uma (D. s. lasiotis) está provavelmente extinta, apesar de que ainda pode ocorrer no norte da Malásia. A espécie já ocorreu desde o sul da China até toda a Indochina e Indonésia, entretanto, as duas subespécies que ainda existem estão extremamente reduzidas e isoladas: D. s. harrisoni ainda ocorre em Sabá, na Malásia; e D. s. sumatrensis ocorre apenas em Sumatra e na Malásia Peninsular. Em 2023 deverão existir 40 exemplares. |
| Rhinoceros sondaicus (Desmarest, 1822)   | Rinoceronte-de-java    |        | Criticamente em perigo (IUCN 3.1) |            | Tem porte semelhante ao rinoceronte-negro, pesando entre 1 500 e 2 000 kg, e medindo até 1,75 m à altura da cernelha e 3,2 m de comprimento. Entretanto, apresenta apenas um corno, semelhante ao rinoceronte-indiano. Também tem o menor corno, que não mede mais que 25 cm de comprimento. Frequentemente, a fêmea não apresenta o corno. É o mais ameaçado das espécies de rinocerontes, e desde o século XIX já estava extinto de grande parte de sua distribuição geográfica. Três subespécies descritas: R. s. annamiticus (extinta em 2010, última população ocorria no Parque Nacional de Cat Tien, no Vietnã), R. s. inemis (também extinta, ocorria na Índia, Bangladesh e Myanmar) e R. s. sondaicus (em 2023, existirão 70 indivíduos, no extremo oeste da ilha de Java, no Parque Nacional de Ujung Kulon). |
| Rhinocerus unicornis (Linnaes, 1758)     | Rinoceronte-indiano    |        | Vulnerável (IUCN 3.1)             |            | Maior espécie de rinoceronte que ocorre na Ásia, pesa até 2 000 kg, medindo até 3,8 m de comprimento e 1,86 à altura da cernelha. Machos são maiores que as fêmeas. Possui apenas um corno, como o rinoceronte-de-java, que mede até 25 cm de comprimento. Já foi amplamente distribuído no subcontinente indiano, atualmente só ocorre em populações isoladas e pequenas no norte da Índia (em 2013 cerca de 4 000 indivíduos) e Nepal (378 indivíduos), sendo encontrado e muitas unidades de conservação nessas regiões. |

## Anatomia
Os rinocerontes são corpulentos e têm uma cabeça grande, tórax largo e pernas curtas. Os ossos pares dos membros rádio/cúbito e tíbia/perónio encontram-se bem desenvolvidos e separados, mas praticamente não se movem. Tanto os pés traseiros como dianteiros são mesaxónicos (com o dedo maior no eixo do membro), com três dedos cada e cada dedo protegido por um casco curto. As espécies asiáticas têm patas grossas enquanto suas contrapartes africanas as tem leves e ágeis, permitindo aos rinocerontes africanos alcançar até 45 km/h  em corrida.[carece de fontes?] A sua espessa pele (cerca de 2,5 cm de espessura) tem pêlos  pouco aparentes e é enrugada em pregas, dando a aparência de placas em algumas espécies. O espaço, de tom rosado entre as placas, é menos protegido e suscetível a ectoparasitas como carrapatos. A cauda tem cerdas fortes. Existe também pêlos nas bordas de suas orelhas.
O crânio dos rinocerontes é alongado e elevado na parte posterior, devido a uma forte crista occipital. A caixa craniana é pequena (e portanto o cérebro também) e os ossos nasais projetam-se para a frente, podendo chegar para além das pré-maxilas e suportam os cornos, que variam em número de um a dois, conforme a espécie. Os cornos, de origem dérmica, não são "enraizados" no crânio. São formados por fibras muito apertadas de queratina, uma proteína forte que também presente em cabelos e unhas. A fórmula dental dos rinocerontes é: 1–2/0–1, 0/1–1, 3–4/3–4, 3/3, ou seja, 24–34 dentes, quase todos pré-molares e molares. Os caninos e incisivos são vestigiais excepto nos rinocerontes asiáticos, que têm os incisivos inferiores transformados em fortes presas. Os rinocerontes que pastam (Ceratotherium) têm molares hipsodontes, enquanto que nos outros géneros são braquidontes. Os olhos são pequenos e as orelhas são curtas, proeminentes, móveis tubulares e eretas. Sua visão é fraca, mas sua audição é boa e seu olfato, excelente.

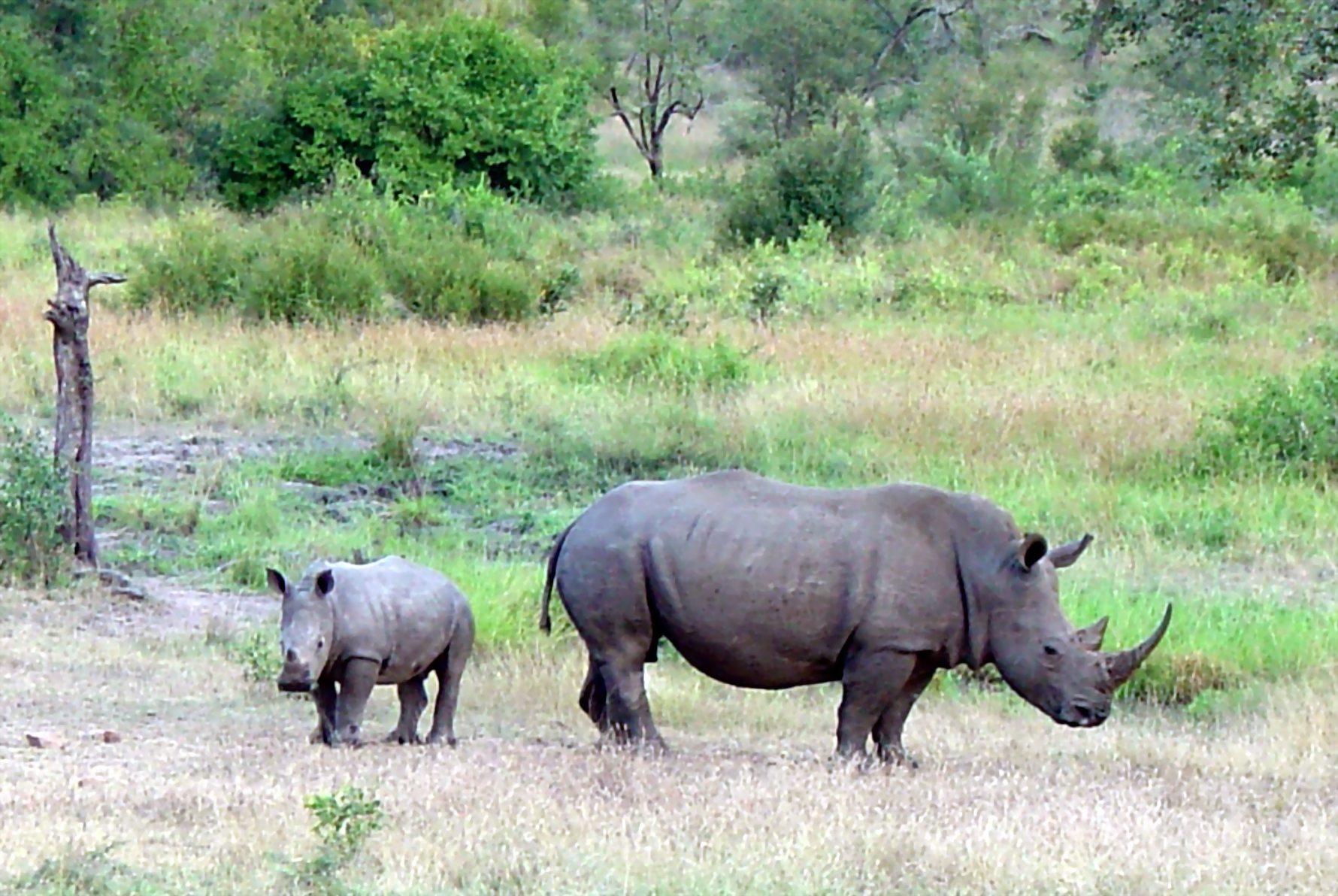
Fêmea de rinoceronte-branco e filhote, Singita Lodge, Limpopo, África do Sul.

## Reprodução
Os rinocerontes fêmeas têm uma gestação que dura 420–570 dias, de dois em dois anos, normalmente produzindo apenas uma cria, que é ativa logo a seguir ao nascimento, mas fica ao cuidado da mãe até ao parto seguinte. A maturidade sexual é atingida aos 7–10 anos nos machos e aos 4-6 anos nas fêmeas. Os rinocerontes têm uma longevidade potencial de aproximadamente 50 anos.

## Comportamento
Em geral, os rinocerontes africanos são mais agressivos que os asiáticos; enquanto as espécies asiáticas lutam com as presas, os africanos usam os cornos para furar o abdómen dos adversários. Os rinocerontes africanos alimentam-se pastando no solo, enquanto os asiáticos mais frequentemente comem folhas. Todas as espécies são mais ativas à noite e de manhã cedo, passando o dia descansando nas zonas mais protegidas das florestas. Os rinocerontes podem dormir de pé ou deitados e gostam muito de se banhar em poças de lama ou no leito arenoso dos rios. São especialistas em abrir trilhas no mato, penetrando nele à força.
As fêmeas atingem a maturidade sexual aos seis anos e os machos aos dez anos de idade. Durante o período de acasalamento, o macho dominante, usualmente solitário, permanece com a fêmea respetiva durante o período de uma a três semanas.
Existe um ritual de acasalamento, onde durante o acasalamento o par faz perseguições um ao outro, entrecruzam os cornos e emitem sons um ao outro. Após acasalar-se, a fêmea abandona o território do macho.
O período de gestação é de 490 dias (16 meses), após os quais nasce uma cria bastante ativa, pesando cerca de 50 quilogramas, A fêmea sai para dar a luz permanecendo à parte por diversos dias.
O filhote é amamentado por cerca de 20 meses, ele normalmente anda na frente da mãe e permanece com ela durante cerca de três anos, até uma nova cria nascer. Os filhotes podem nascer em qualquer período do ano, mas há picos em março e julho.
Os machos adultos são animais solitários e territoriais. Os Jovens adultos podem formar pares. As fêmeas e suas crias formam grupos familiares e as fêmeas do rinoceronte-branco pode formar pequenas manadas. Machos dominantes do rinoceronte-indiano toleram machos submissos em seu território. Quando dois machos dominantes se encontram, eles duelam usando suas presas e muitas vezes essas lutas resultam em mortes. O rinoceronte-branco pratica também um sistema semelhante. Os territórios do rinoceronte-negro são menos definidos. Poucos se sabe sobre esse aspeto em relação ao rinoceronte-de-java e ao rinoceronte-de-sumatra.
Durante a época da reprodução, o par pode manter-se junto por 4 meses. Os rinocerontes marcam os seus territórios com urina e excrementos, que acumulam em pilhas bem definidas e que podem atingir um metro de altura, por vezes, ainda escavando as áreas à voltas dessas pilhas, tornando-as ainda mais conspícuas.

## Taxonomia
- Família Rhinocerotidae
  - Subfamília Rhinocerotinae
    - Tribo Aceratheriini
      - Aceratherium (extinto)
      - Acerorhinus (extinto)
      - Alicornops (extinto)
      - Aphelops (extinto)
      - Chilotheridium (extinto)
      - Chilotherium (extinto)
      - Dromoceratherium (extinto)
      - Floridaceras (extinto)
      - Hoploaceratherium (extinto)
      - Mesaceratherium (extinto)
      - Peraceras (extinto)
      - Plesiaceratherium (extinto)
      - Proaceratherium (extinto)
      - Sinorhinus (extinto)
      - Subchilotherium (extinto)

    - Tribo Teleoceratini
      - Aprotodon (extinto)
      - Brachydiceratherium (extinto)
      - Brachypodella (extinto)
      - Brachypotherium (extinto)
      - Diaceratherium (extinto)
      - Prosantorhinus (extinto)
      - Shennongtherium (extinto)
      - Teleoceras (extinto)

    - Tribo Rhinocerotini
      - Gaindatherium (extinto)
      - Rhinoceros - Rinoceronte-indiano e Rinoceronte-de-java

    - Tribo Dicerorhinini
      - Coelodonta - Rinoceronte-lanudo (extinto)
      - Dicerorhinus - Rinoceronte-da-sumatra
      - Dihoplus (extinto)
      - Lartetotherium (extinto)
      - Stephanorhinus (extinto)

    - Tribo Ceratotheriini
      - Ceratotherium - Rinoceronte-branco

    - Tribo Dicerotini
      - Diceros - Rinoceronte-negro
      - Paradiceros (extinto)

  - Subfamília Elasmotheriinae
    - Gulfoceras (extinto)
    - Tribo Diceratheriini
      - Diceratherium (extinto)
      - Subhyracodon (extinto)
      - Trigodon (extinto)

    - Tribo Elasmotheriini
      - Bugtirhinus (extinto)
      - Caementodon (extinto)
      - Elasmotherium - Unicórnio gigante (extinto)
      - Hispanotherium (extinto)
      - Huaqingtherium (extinto)
      - Iranotherium (extinto)
      - Kenyatherium (extinto)
      - Menoceras (extinto)
      - Ougandatherium (extinto)
      - Parelasmotherium (extinto)
      - Procoelodonta (extinto)
      - Sinotherium (extinto)